# Maasika raba
Maasika raba (Maasika mosse) är en mosse i sydvästra Estland. Den ligger i Häädemeeste kommun i landskapet Pärnumaa, 150 km söder om huvudstaden Tallinn. Genom ån Rannametsa jõgi utdikning i samband med byggandet av Timmkanal avskildes Maasike raba från dess norra del som benämns Tolkuse raba.